# Underholdning
Underholdning er kunsten at holde mennesker beskæftiget på en måde så de har det sjovt eller føler sig åndeligt eller intellektuelt stimuleret.
Underholdning bliver tit formidlet gennem et medie som for eksempel musik, tv, radio, teater, tegneserier eller andet.